# Erikskrönikan
De Erikskrönikan (Zweeds voor 'Eriks kroniek') is een middeleeuwse rijmkroniek van een anonieme auteur. Ze is de oudste kroniek die in de Zweedse taal (toen het Oudzweeds) is geschreven en behoort daarmee tevens tot de oudste werken in deze taal.

## Inhoud
De anonieme auteur behoorde waarschijnlijk tot de lagere adel. Hij schreef het werk in de jaren twintig of dertig van de veertiende eeuw. De titel Erikskrönikan verwijst naar Erik Magnusson, de zoon van koning Magnus Ladulås. In de kroniek staat een beschrijving van de geschiedenis van Zweden van de tweede helft van de dertiende eeuw tot het begin van de veertiende eeuw. De levensloop van Erik Magnusson staat in deze beschrijving centraal. De auteur gebruikte waarschijnlijk annalen en overlijdensberichten voor de historische gegevens.
Hij geeft daarnaast een korte schets van enkele gewoonten in de Zweedse samenleving. Hij beschrijft vervolgens hoe de maatschappij er idealiter uit zou zien. Volgens de Zweedse geschiedkundige Erik Lönnroth getuigt de auteur met dit werk van een conservatief idee van de maatschappij met een voorkeur voor een feodale structuur. Naast de politieke en religieuze denkbeelden die de auteur verwoordt in de Erikskrönikan, besteedt hij ook aandacht aan de idealen van ridderlijkheid.